# Hyderabad (Uttar Pradesh)
Hyderabad es un pueblo y nagar Panchayat situado en el distrito de Unnao en el estado de Uttar Pradesh (India). Su población es de 7697 habitantes (2011). 

## Demografía
Según el censo de 2011 la población de Hyderabad era de 7697 habitantes, de los cuales 4003 eran hombres y 3694 eran mujeres. Hyderabad tiene una tasa media de alfabetización del 63,13%, inferior a la media estatal del 67,68%: la alfabetización masculina es del 71,37%, y la alfabetización femenina del 54,28%.